# Михайлов Володимир Дмитрович
Володимир Дмитрович Михайлов (рос. Влади́мир Дми́триевич Миха́йлов; 24 квітня 1929, Москва — пом.28 вересня 2008, Москва) — латвійський радянський та російський письменник-фантаст.

## Біографія
Володимир Михайлов народився у Москві в сім'ї радянських партійних працівників, які брали участь в громадянській війні в Росії. Батько майбутнього письменника очолював Сокольниківський райвиконком Москви, пізніше керував будівництвом Ярославльського гумово-азбестового комбінату. Мати Володимира Михайлова працювала у відділі пропаганди та агітації Московського міського та обласного комітету КПРС. Проте в кінці 30-х років минулого століття обох батьків майбутнього письменника арештували як ворогів народу. Мати Володимира Михайлова відбула 15 років покарання в радянських таборах, а батько, хоча й не визнав своєї вини, та був звільнений, проте під час ув'язнення втратив здоров'я, і після виходу на волю прожив лише близько 6 років, і помер у 1944 році.
Після початку німецько-радянської війни Володимир Михайлов жив у евакуації в Муромі, Новосибірську і Воронежі. Після закінчення війни Михайлов переїздить до Риги, де на той час жили його родичі по батьківській лінії. У столиці Латвії майбутній письменник закінчив середню школу, після її закінчення працював помічником майстра на місцевій панчішній фабриці. Пізніше Володимир Михайлов вступає до Латвійського державного університету на юридичний факультет. На другому курсі навчання він розпочинає роботу секретарем у районній прокуратурі, та переводиться на заочну форму навчання. За півроку Михайлову запропонували посаду слідчого в одному із повітів Латвії. Проте за рік його призивають на строкову службу до лав Радянської Армії, де він спочатку був писарем, а пізніше був у розпорядженні дивізійної газети. Після звільнення з армії Володимир Михайлов кілька років працював інструктором відділу пропаганди й агітації райкому КПРС. Пізніше, після того, як він розпочав публікувати свої літературні твори в пресі, Михайлов перейшов на роботу в латвійський сатиричний журнал «Дадзіс» (латис. Dadzis), де працює спочатку відповідальним секретарем, а пізніше заступником головного редактора. У сатиричному журналі Михайлов працював протягом 5 років, а в 1963 році став головним редактором газети «Literatūra un māksla». Проте вже за три роки його знімають із посади «за вільнодумство», деякий час письменник живе виключно за рахунок видання власних творів, проте фінансові труднощі змушують його повернутись на державну службу. і протягом трьох років він працює членом сценарно-редакційної колегії Ризької кіностудії. Пізніше Володимир Михайлов стає консультантом Спілки письменників Латвії з російської літератури, а в 1974 році стає завідувачем редакцією сучасної літератури видавництва «Liesma». Далі Володимир Михайлов стає головним редактором російськомовного республіканського літературного журналу «Даугава», і за два роки перетворив із маловідомого навіть у Латвії видання на журнал, який отримав визнання у цілому СРСР. У журналі за час керівництва Михайлова створено рубрику фантастичної літератури, в журналі вперше опубліковано повість братів Стругацьких «Гидкі лебеді», в якій на той час надмірно сміливо критикувалися радянські порядки. Проте таке вільнодумство не залишилось непоміченим радянським партійним керівництвом, і в 1987 році Володимира Михайлова знімають із посади головного редактора журналу. Місце головного редактора журналу «Даугава» стало останнім офіційним місцем роботи Михайлова. Невдовзі, у 1988 році, письменник разом із родиною переїздить до Москви, де офіційно проживав із 1990 року. Причиною переїзду стало те, що письменник не сприйняв відновлення незалежності Латвії. У Москві Володимир Михайлов керував Московським клубом шанувальників фантастики, був членом літературного журі премії «Мандрівник», а також входив до складу творчої ради журналу «Если».
Помер Володимир Михайлов 28 вересня 2008 року в Москві. Похований письменник на Востряковському кладовищі в Москві.

## Літературна творчість
Літературну творчість Володимир Михайлов розпочав у середині 50-х років ХХ століття, публікувався спочатку в районній пресі, пізніше в республіканських виданнях, писав переважно вірші та сатиричні оповідання. Його знайомі, місцеві латиські літератори, вирішили видати літературний альманах російською мовою, й щоб збільшити цікавість читачів до видання, вони вирішують включити до альманаху науково-фантастичне оповідання. Оскільки на той час у Латвії не було російськомовних письменників-фантастів, то вони вирішили запропонувати написати це оповідання саме Михайлову. Той погодився, і написав оповідання «Особлива необхідність», яке сподобалось читачам. Пізніше це оповідання письменник переробив у однойменну повість.
Перші фантастичні твори Володимира Михайлова можна віднести до типової романтичної космічної фантастики. Більшість творів його раннього періоду присвячені освоєнню космосу, розгадці таємниць науки. Проте вже тоді у творчості письменника відзначається велика увага до психології своїх героїв, їх світогляду та моральності. Перший серйозний соціальний роман Михайлова «Двері з іншого боку», опублікований спочатку в перекладі латиською мовою в 1971 році, основною ідеєю якого є показ зрізу нашого суспільства на основі замкнутого колективу — земного зорельоту, який не може повернутися на Землю, у зв'язку із тим, що в ньому при випадковому потраплянні в антисвіт змінився склад речовини на антиречовину, і при контакті із звичайною речовиною вібудеться анігіляція. Уже в цьому романі письменник у завуальованій формі вказує на недоліки сучасного йому соціалістичного суспільства. Ще більше соціальні мотиви проявляються у творчості письменника в циклі його романів про капітана Ульдемира, які є центральними в його творчості. Перший роман із цього циклу «Сторож брату моєму», назва якого, як і наступного роману циклу «Тоді прийдіть, і розсудимо», взята з Біблії. Як пізніше зізнавався письменник, назва роману та сюжет книги навіяні письменнику вторгненням радянських військ у Чехословаччину в 1968 році. У циклі романів йдеться про те, що для виконання спеціальних завдань у майбутньому спеціальні підрозділи Служби Часу рятують за хвилину до загибелі кількох осіб, які мають специфічні людські якості, що дозволяють їм приймати правильні рішення в складних і нестандартних ситуаціях, оскільки на час дії роману в майбутньому люди, які живуть на Землі, розвиваються в умовах повністю гармонійного суспільства, та не мають навичок дій у таких ситуаціях. Командиром цієї групи є колишній радянський офіцер, латиш за національністю Ульдемир, якого врятували за хвилину, після того, як він втопився у річці. У циклі романів про Ульдемира уперше виявляється характерна публіцистичність творів Михайлова: кожен твір нагадує дискусійний клуб, а кожен персонаж є ніби представником якоїсь дискусійної платформи або суспільної групи, які при обговоренні різних проблем поступово приходять до спільної думки. Зокрема, подібний сюжет характерний для одного із останніх романів Михайлова "Варіант «І», в якому йдеться про можливе зрощення Росії з мусульманським світом, а в кінці роману останній представник династії Романових вводить у Росії як державну релігію іслам.
Володимир Михайлов був не тільки популярним письменником-фантастом, але й активним діячем фандому. Письменник був керівником Ризького семінару молодих фантастів, випускниками якого були низка відомих фантастів. зокрема Сергій Іванов а також одним із керівників Всесоюзного семінару письменників-фантастів у Малєєвці. За популяризацію і розвиток фантастики під час перебування на посаді головного редактора журналу «Даугава» у 1988 році Володимир Михайлов отримав спеціальний приз Єврокону.
Окрім фантастичної літератури, Володимир Михайлов видав кілька збірок віршів. Хоча й вони переважно написані в 40-50-х роках ХХ століття, збірки своїх поетичних творів письменник видав лише після 2001 року. Також у доробку письменника, є, крім ранніх сатиричних творів, роман «Один на дорозі», де розповідається про саперів, які займаються виявленням і знешкодженням мін часів Другої світової війни в післявоєнний час, а також п'єса у жанрі альтернативної історії «Відкриття Америки».
Хоча Володимир Михайлов вільно володів латиською мовою, всі твори він писав виключно російською мовою, хоча частина з них початково публікувались саме латиською мовою.

## Нагороди та премії
Володимир Михайлов у 1983 році отримав премію «Велике Кільце» за роман «Тоді прийдіть, і розсудимо». У 1991 році письменник отримав премію «Аеліта» за цикл творів про капітана Ульдемира. Тричі — в 1994, 1996 та 2000 роках — Володимир Михайлов отримав премію «Мандрівник». У 1994 році письменник отримав премію імені Олександра Бєляєва за роман «Владар». У 2000 році Володимир Михайлов отримав дипломи премії «Бастіон». У 2001 році Володимир Михайлов отримав приз глядацьких симпатій журналу «Если» «Сигма-Ф». У 2002 році письменник отримав премію російського конвенту фантастики Великий РосКон. У 2004 році Михайлов отримав літературну премію імені Івана Антоновича Єфремова за видатний внесок у розвиток російської фантастики. У 2006 році письменник отримав премію «Зоряний міст». У 2009 році Володимиру Михайлову посмертно присуджена премія «Астрея» за повість «Поле бою».

## Переклади
Твори Володимира Михайлова, окрім латиської, перекладені багатьма мовами світу, зокрема польською, болгарською, естонською, чеською. Українською мовою перекладені ряд оповідань та повістей письменника, а кілька оповідань Михайлова надруковані виключно українською мовою.

### Романи
- Дилогія:
  - 1974 — «Дверь с той стороны»
  - 1999 — «Беглецы из ниоткуда»
- Капітан Ульдемир:
  - 1976 — «Сторож брату моему»
  - 1983 — «Тогда придите, и рассудим»
  - 1993 — «Властелин»
  - 1998 — «Наследники Ассарта»
  - 2006 — «Может быть, найдется там десять?»
- 1987 — «Один на дороге»
- 1996 — «Посольский десант»
  - 1996 — «Приют ветеранов»
  - 1997 — «Заблудившийся во сне»
  - 1997 — «Вариант „И“»
- Трилогія «Время Разителя»:
  - 2000 — «Кольцо Уракары»
  - 2003 — «Постоянная Крата»
  - 2004 — «Медные трубы Ардига»
- 2002 — «Завет Сургана»
- 2003 — «Тело Угрозы»
- 2009 — «Королевы Маргины»

### Повісті
- 1962 — «Особая необходимость»
- 1964 — «Спутник „Шаг вперед“»
- 1972 — «Исток»
- 1984 — «Стебелек и два листка»
- 1988 — «Все начинается с молчания» («Не возвращайтесь по своим следам»)
- Трилогія про співробітника Інтерполу Данила Мілова:
  - 1990 — «Ночь черного хрусталя»
  - 1996 — «Восточный конвой»
  - 1993 — «… И всяческая суета»
- 1994 — «Полная заправка на Иссоре»
- 1999 — «Путь Наюгиры»
- 2001 — «Триада Куранта»
- 2003 — «Вирус Ра»
- 2005 — «Ревность»
- 2005 — «Решение номер три»
- 2006 — «Повесть о лазурной принцессе»
- 2007 — «Живи, пока можешь»
- 2007 — «Эвтанатор»
- 2008 — «Трудно сдержать поражение»
- 2008 — «Ручей, текущий ввысь»
- 2008 — «Переводчик с инского»
- 2008 — «2012»